# Іспанське крісло
Іспанське крісло — інструмент тортур.
Іспанське крісло широко використовувалося катами іспанської інквізиції. Було виготовленим із заліза кріслом, в яке в'язень сідав і до якого його прив'язували. Попереду внизу до крісла були прикріплені металеві колодки, в які дуже міцно затискалися кісточки в'язня. Коли він опинявся в такому абсолютно безпорадному положенні, під його ноги ставили жаровню з розжареним вугіллям, так, що ноги починали поволі підсмажуватися, а для того, щоб продовжити страждання, ноги час від часу поливали олією.
Часто використовувався і інший варіант іспанського крісла, що був металевим троном, до якого прив'язували жертву і розводили під сидінням вогонь, підсмажуючи сідниці. Тортурам на такому кріслі була піддана відома отруйниця Катрін Ла Вуазен під час відомої Справи про отруєння у Франції в 17 столітті.